# 阿尔特梅隆
阿尔特梅隆是奥地利下奥地利州茨韦特尔县的一个市镇。总面积38.33平方公里，总人口908人，人口密度23.7人/平方公里（2005年）。